# 抚州 (辽朝)
抚州，中国古代的州。
辽朝时由秦国大长公主所建的头下军州。《辽史》无载。辽世宗长女耶律和古典和辽圣宗次女耶律巖母菫都曾受封为秦国长公主，是哪一位公主，已无从知晓。
金章宗明昌三年（1192年）复置刺史，为桓州支郡，治所在柔远县。明昌四年（1193年）置司候司。承安二年（1197年）升为节镇，军名镇宁，拨西北路招讨司所管梅坚必剌、王敦必剌、拿怜术花速、宋葛斜忒浑四猛安以隶之。户一万一千三百八十。下辖四县：柔远县、集宁县、丰利县、威宁县。